# Тетеревникова, Анна Николаевна
Анна Николаевна Тетеревникова (13 июня 1910 — 18 октября 1996) — российская советская переводчица.

## Биография
Дочь архитектора Николая Николаевича Тетеревникова (1871—1947), автора ряда построек в Санкт-Петербурге. Правнучка генерала Николая Тетеревникова. Мать — Надежда Лукинична Тетеревникова, урожд. Схоль-Энгбертс (1879—1950), из рода Схолль-Энгбертсов, ее отец, Лука Иванович (Лукас-Ян) Схолль-Энгбертс владел в Санкт-Петербурге компанией «Paul Kaltson». Дочь двоюродной сестры Анны Николаевны — Людмила Рафаиловна Полонская,  историк-востоковед.
Окончила Ленинградский электротехнический институт (1931) и 1-й Ленинградский педагогический институт иностранных языков (1938). Преподавала французский язык и литературу в высших учебных заведениях Ленинграда. Автор ряда учебных пособий, в том числе «Французская литература XIX века» (1974, для специализированных средних школ, в соавторстве с Т. Г. Хатисовой) и «Аналитическое чтение» (1978, для педагогических институтов).
С 1948 г. публикуется как переводчик французской прозы. Первые крупные работы — романы Эмиля Золя «Деньги» (1953) и Жюля Верна «Властелин мира» (1956) — выполнены в соавторстве с Деборой Лившиц, за ними последовала повесть Антуана де Сент-Экзюпери «Военный лётчик» (1964). Наиболее обширный вклад Тетеревникова, наряду с Ниной Брандис, внесла в переводы детективной эпопеи Жоржа Сименона о комиссаре Мегрэ: в соавторстве ими опубликованы книги «Мой друг Мегрэ», «Мегрэ в меблированных комнатах», «Признания Мегрэ», «Терпение Мегрэ», «Мегрэ и Долговязая», «Судьба семьи Малу», единолично Тетеревниковой переведены книги «И всё-таки орешник зеленеет», «А Фелиси-то здесь!», «45° в тени», «Коновод с баржи „Провидение“», «Танцовщица „Весёлой Мельницы“». Кроме того, Тетеревниковой переведён не входящий в цикл о Мегрэ роман Сименона «Малампэн». Помимо этого, в число её работ входят романы Жорж Санд «Она и он» (1974), Эрве Базена «Крик совы» (1977, вместе с Ниной Брандис), Александра Дюма «Жорж» (вместе с Михаилом Трескуновым), новеллы Анатоля Франса и др. Реже переводила с английского: романы Вальтера Скотта «Вудсток, или Кавалер» (1964), Грэма Грина «Брайтонский леденец» (1988) и «Стамбульский экспресс» (1989) — все три вместе с Еленой Петровой.
Автор предисловия к «Избранным новеллам» Проспера Мериме (1953, ряд переизданий), статьи об Альфреде де Мюссе в составленном Е. Г. Эткиндом сборнике биографических очерков «Писатели Франции» (1964).

## Семья
Первый муж — Александр Максимович Юзефович (1909—?), преподаватель Военно-морской академии. Их сын Сергей Юзефович (1933—1955) окончил Ленинградское нахимовское военно-морское училище, умер от осложнений после болезни, полученной на военно-морских сборах.
Второй муж — художник Владимир Гальба (Гальберштадт). Опубликован составленный Тетеревниковой каталог выставки произведений Гальбы (1980).
Братья и сёстры:
- Николай Николаевич Тетеревников (1903—1988) — подпоручик в Марковском полку, белоэмигрант, умер в США[6]. Автор воспоминаний о бегстве белой армии из Крыма[7].
- Дарья Николаевна Тетеревникова-Бабаян (1904—1988) — миколог и фитопатолог, член-корреспондент АН Армянской ССР. Муж — Аршавир Абгарович Бабаян (1903—1989), доктор сельскохозяйственных наук[8]. Их дочь, Седа Аршавировна Симонян (1929—2001), доктор биологических наук, одна из ведущих микологов Армении[9].
- Надежда Николаевна Тетеревникова — филолог и преподаватель, кандидат филологических наук (диссертация «Язык и стиль Стендаля», 1952), соавтор учебника «Стилистика современного французского языка» (1960, второе издание 1970, совместно с М. К. Морен). Замужем за Д.П.Ферингером.
- Владимир Николаевич Тетеревников (1913—после 1979), участник Великой Отечественной войны[10], доктор технических наук[11].